# Waleri Wiktorowitsch Bortschin
Waleri Wiktorowitsch Bortschin (russisch Валерий Викторович Борчин, engl. Transkription Valeriy Borchin; * 11. September 1986 in Powodimowo, Rayon Dubinki, Mordwinische ASSR, UdSSR) ist ein russischer Geher und Olympiasieger aus der Nationalität der Ersja-Mordwinen.

## Karriere
Bei den Europameisterschaften 2006 in Göteborg gewann er Silber im 20-km-Gehen. 2008 steigerte er seine Bestzeit über 20 km auf 1:17:55 h und siegte bei den Olympischen Spielen in Peking über diese Distanz. Der Sieg war von Dopinggerüchten überschattet, da kurz vor den Spielen drei russische Geher wegen Dopings gesperrt worden waren und Bortschin selbst wegen Ephedrin-Missbrauchs 2005 für ein Jahr gesperrt worden war.
Bei den Weltmeisterschaften 2009 in Berlin gewann er seinen nächsten internationalen Titel. In einer Zeit von 1:18:41 h verwies er über 20 km den Chinesen Wang Hao und den Mexikaner Eder Sánchez auf die Plätze. Für die Heimweltmeisterschaften in Moskau 2013 wurde er nicht nominiert.

## Doping
Im Januar 2015 wurde er wegen Auffälligkeiten in seinem Biologischen Pass rückwirkend zum 15. Oktober 2012 für acht Jahre gesperrt und alle Ergebnisse zwischen dem 14. Juli 2009 und dem 15. September 2009, zwischen dem 16. Juni 2011 und dem 27. September 2011 sowie zwischen dem 11. April 2012 und dem 3. September 2012 gestrichen, also auch die Weltmeistertitel 2009 und 2011.
Waleri Bortschin ist 1,78 m groß und wiegt 63 kg. Er lebt in Mordwinien und gehört der russischen Armee an.